# 納希切萬汗國
納希切萬汗國（波斯語：‎）是波斯附庸的高加索諸汗國之一，建於1747年，首府為納希切萬，其疆域包括今日亞塞拜然的納希切萬自治共和國與亞美尼亞的瓦約茨佐爾州。1827年最後一次俄罗斯-波斯战争中納希切萬汗國被俄羅斯帝國占領，隔年波斯被迫簽訂土庫曼恰伊條約將其割讓給俄羅斯，後者將納希切萬汗國與葉里溫汗國合併為亞美尼亞州。

## 歷史

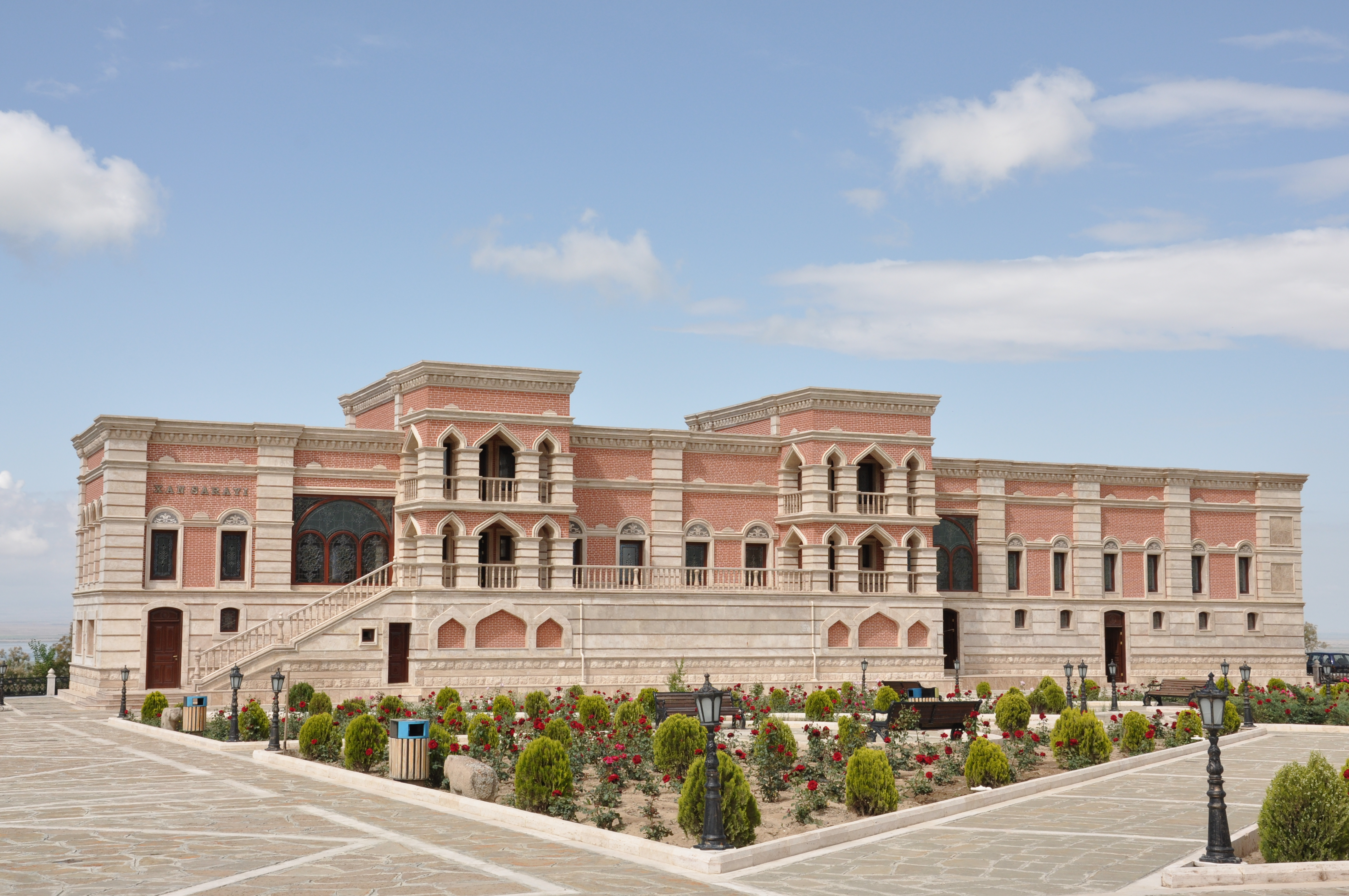
納希切萬汗的宮殿

納希切萬汗國的領土過去屬於薩法維王朝的葉里溫省，在1603年－1618年奧斯曼-薩非戰爭期間受鄂圖曼帝國軍事威脅，波斯沙阿阿拔斯一世曾下令將當地人口遷往波斯本土。1635年－1636年與1722－1736年當地曾兩度被鄂圖曼帝國佔領。阿夫沙爾王朝時期此地曾為葉里溫汗國的一部分，後來改由另一位汗統治，自成一汗國。
1804－1813年俄罗斯-波斯战争中，俄軍將領伊萬·古多維奇一度占領納希切萬，後於1813年古利斯坦條約簽訂後歸還給波斯。1827年最後一次俄罗斯-波斯战争時，卡札爾王朝儲君阿巴斯·米爾札任命伊赫桑·汗·坎加利為指揮官，據守納希切萬汗國戰略意義重要的要塞，俄軍圍城後，伊赫桑汗私下與俄軍將領伊万·帕斯克维奇聯絡，於同年7月22日開城投降，1828年2月，波斯被迫簽訂土庫曼恰伊條約，將納希切萬汗國與其他阿拉斯河以北的領土割讓給俄羅斯帝國，後者將納希切萬汗國與葉里溫汗國合併為亞美尼亞州。伊赫桑汗改名為伊赫桑·汗·納希切萬斯基（Ehsan Khan Nakhichevansky）並成為俄軍將領，繼續擔任當地統治者。